# 隱藏歌手
《隱藏歌手》（韓語：히든싱어）是韓國JTBC電視台的音樂綜藝節目，主持人為全炫茂。節目設定為原唱歌手和五位參賽者各自在桶形舞台內，以不露臉的形式輪流演唱指定歌曲，並由藝人嘉賓及現場觀眾共100名人士組成的「隱藏評審團」投票選出原唱歌手。節目於2012年12月試播，自2013年3月16日起正式首播，現正播出第七季。
2015年10月起，由中國上海娛樂頻道、深圳都市頻道等四間電視台聯合製作及播出的節目《隱藏的歌手》，其節目內容、設計及舞台佈置等，均與韓國原版《隱藏歌手》極為相似。對此，JTBC向中國國家廣播電視總局及相關單位發出了公函，表示《隱藏的歌手》侵犯了《隱藏歌手》的著作權。
2016年3月起，中國浙江衛視播出官方授權節目《誰是大歌神》。

## 比賽方式

### 正規賽事
- 每集節目由一名原唱歌手與五名模唱能力者參與競賽，並由藝人嘉賓及現場觀眾共100名人士組成的「隱藏評審團」經投票選出原唱歌手。賽事共分為四回合，首三回合為投票淘汰一名最不像原唱的參賽者，最後一個回合則為投票選出原唱歌手；
- 若該集有六名模唱能力者參賽，則首回合只有模唱能力者演唱，但節目組不會透露該輪比賽沒有原唱歌手的參與，而原唱歌手會在第二回合起參與演唱。由於第三回合只可由四名選手參與賽事，因此第二回合會淘汰兩名票數最低的參賽者；
- 若原唱歌手於首三回合被淘汰，仍須參與剩餘回合之演唱，但其所得票數視為無效；
- 每集奪冠的模唱能力者將獲得2,000萬韓元獎金（第一季獎金為1,000萬韓元）及韓牛或韓豬套裝，以及該季最後的王中王戰出戰資格。若冠軍為原唱歌手，則亞軍的模唱能力者可獲得最終回合得票數乘以10萬韓元獎金及韓牛或韓豬套裝，以及王中王戰出戰資格。

### 王中王戰
- 首四季的模唱能力者於準決賽分成三組演唱，由現場300名「隱藏評審團」投票選出各組第一名進入決賽。第一季決賽由現場評審團選出冠軍；第二季至第四季節目為直播，由家庭觀眾經短訊投票選出冠軍；
- 第五季起不再分兩場賽事，改為該季全體模唱能力者按抽籤順序演唱。第五季在每名模唱能力者演唱後根據現場300名「隱藏評審團」的票數更新名次，最終選出三甲；第六季在模唱能力者演唱歌曲前半部後，由藝人嘉賓及現場觀眾共200名人士組成的「隱藏評審團」每人可給予1至10分的分數。當模唱能力者完成演唱歌曲後半部後，主持會先公佈藝人評審團的評分，直至所有模唱能力者完成演唱後才公佈各人的總得分。

## 節目變遷
| 季別   | 播出日期                       | 播出時間（長度）     |
| ------ | ------------------------------ | -------------------- |
| 試播   | 2012年12月21日－2012年12月28日 | 週五21:50（90分鐘）  |
| 第一季 | 2013年3月16日－2013年6月22日   | 週五23:05（100分鐘） |
| 第二季 | 2013年9月28日－2014年1月25日   | 週六23:00（120分鐘） |
| 第三季 | 2014年8月2日－2014年12月6日    | 週六23:00（120分鐘） |
| 第四季 | 2015年9月4日－2016年1月16日    | 週六23:00（120分鐘） |
| 第五季 | 2018年6月10日－2018年10月7日   | 週日22:30（120分鐘） |
| 第六季 | 2020年7月31日－2020年11月13日  | 週五21:00（110分鐘） |
| 第七季 | 2022年8月19日－2022年11月18日  | 週五20:50（140分鐘） |

## 節目列表
| 季別   | 播出日期                       | 集數 | 節目類別                                   | 原唱歌手陣容 |
| ------ | ------------------------------ | ---- | ------------------------------------------ | --- |
| 試播   | 2012年12月21日－2012年12月28日 | 2    | 正規賽事                                   | 朴正炫、金慶皓 |
| 第一季 | 2013年3月16日－2013年6月1日    | 12   | 正規賽事                                   | 成始璄、趙冠宇、李秀英、金鍾西、Bobby Kim、張允瀞、 朴相敏、白智榮、金鍾國、李文世、尹敏洙、金健模                                 |
| 第一季 | 2013年6月8日－2013年6月22日    | 3    | 最佳名場面回顧 + 王中王戰                  | 成始璄、趙冠宇、李秀英、金鍾西、Bobby Kim、張允瀞、 朴相敏、白智榮、金鍾國、李文世、尹敏洙、金健模                                 |
| 第二季 | 2013年9月28日－2013年10月5日   | 2    | 回歸特輯                                   | 任昌丁、申昇勳、曹誠模、金範洙、周炫美、尹度玹（YB）、 IU、南鎭、輝晟、朴軫永、金倫我（紫雨林）、故金光石                          |
| 第二季 | 2013年10月12日－2013年12月28日 | 16   | 正規賽事                                   | 任昌丁、申昇勳、曹誠模、金範洙、周炫美、尹度玹（YB）、 IU、南鎭、輝晟、朴軫永、金倫我（紫雨林）、故金光石                          |
| 第二季 | 2014年1月4日－2014年1月25日    | 4    | 序幕 + 王中王戰                            | 任昌丁、申昇勳、曹誠模、金範洙、周炫美、尹度玹（YB）、 IU、南鎭、輝晟、朴軫永、金倫我（紫雨林）、故金光石                          |
| 第三季 | 2014年8月2日－2014年8月16日    | 3    | 回歸特輯                                   | 李仙姬、李在勳（Cool）、朴玄彬、煥熙（Fly to the Sky）、 太妍（少女時代）、太珍兒、李笛、仁順伊 、尹鍾信、 李承桓、金泰宇（g.o.d） |
| 第三季 | 2014年8月23日－2014年11月1日   | 11   | 正規賽事                                   | 李仙姬、李在勳（Cool）、朴玄彬、煥熙（Fly to the Sky）、 太妍（少女時代）、太珍兒、李笛、仁順伊 、尹鍾信、 李承桓、金泰宇（g.o.d） |
| 第三季 | 2014年11月8日－2014年12月6日   | 5    | 序幕 + 王中王戰                            | 李仙姬、李在勳（Cool）、朴玄彬、煥熙（Fly to the Sky）、 太妍（少女時代）、太珍兒、李笛、仁順伊 、尹鍾信、 李承桓、金泰宇（g.o.d） |
| 第四季 | 2015年9月4日－2015年9月18日    | 3    | 回歸特輯                                   | BoA、金振浩（SG Wannabe）、閔庚勳（Buzz）、故申海澈、 李恩美、蘇燦輝、金正民、金煙雨、任宰範、申智（高耀太）、 Gummy、卞眞燮       |
| 第四季 | 2015年9月26日－2015年9月27日   | 2    | 中秋特輯——Doppel Singer歌謠祭              | BoA、金振浩（SG Wannabe）、閔庚勳（Buzz）、故申海澈、 李恩美、蘇燦輝、金正民、金煙雨、任宰範、申智（高耀太）、 Gummy、卞眞燮       |
| 第四季 | 2015年10月3日－2015年12月19日  | 12   | 正規賽事                                   | BoA、金振浩（SG Wannabe）、閔庚勳（Buzz）、故申海澈、 李恩美、蘇燦輝、金正民、金煙雨、任宰範、申智（高耀太）、 Gummy、卞眞燮       |
| 第四季 | 2015年12月26日－2016年1月16日  | 4    | 序幕 + 王中王戰                            | BoA、金振浩（SG Wannabe）、閔庚勳（Buzz）、故申海澈、 李恩美、蘇燦輝、金正民、金煙雨、任宰範、申智（高耀太）、 Gummy、卞眞燮       |
| 第五季 | 2018年6月10日                  | 1    | 回歸特輯——大韓民國聽力強化計劃             | Kangta（H.O.T.）、全仁權、PSY、K.Will、LYn、 高佑鎮（Flower）、洪真英、Ailee、Bada（S.E.S.）、楊姬銀、 Zion.T、朴美靜              |
| 第五季 | 2018年6月17日－2018年9月2日    | 12   | 正規賽事                                   | Kangta（H.O.T.）、全仁權、PSY、K.Will、LYn、 高佑鎮（Flower）、洪真英、Ailee、Bada（S.E.S.）、楊姬銀、 Zion.T、朴美靜              |
| 第五季 | 2018年9月9日－2018年9月23日    | 3    | 序幕 + 王中王戰                            | Kangta（H.O.T.）、全仁權、PSY、K.Will、LYn、 高佑鎮（Flower）、洪真英、Ailee、Bada（S.E.S.）、楊姬銀、 Zion.T、朴美靜              |
| 第五季 | 2018年9月30日－2018年10月7日   | 2    | Doppel Singer歌謠祭                        | Kangta（H.O.T.）、全仁權、PSY、K.Will、LYn、 高佑鎮（Flower）、洪真英、Ailee、Bada（S.E.S.）、楊姬銀、 Zion.T、朴美靜              |
| 第六季 | 2020年7月31日                  | 1    | 回歸特輯——大國民隱藏歌手問答Show Show Show | 金蓮子、金元俊、陳成、白智榮、Rain、華莎（MAMAMOO）、 金鍾國（Turbo）、薛雲道、張允瀞、金緩宣、張凡俊（Busker Busker）、李素羅     |
| 第六季 | 2020年8月7日－2020年9月11日    | 6    | 正規賽事（上部）                           | 金蓮子、金元俊、陳成、白智榮、Rain、華莎（MAMAMOO）、 金鍾國（Turbo）、薛雲道、張允瀞、金緩宣、張凡俊（Busker Busker）、李素羅     |
| 第六季 | 2020年9月18日                  | 1    | 中期特輯——直播大國民實時問答Show Show Show | 金蓮子、金元俊、陳成、白智榮、Rain、華莎（MAMAMOO）、 金鍾國（Turbo）、薛雲道、張允瀞、金緩宣、張凡俊（Busker Busker）、李素羅     |
| 第六季 | 2020年9月25日－2020年10月30日  | 6    | 正規賽事（下部）                           | 金蓮子、金元俊、陳成、白智榮、Rain、華莎（MAMAMOO）、 金鍾國（Turbo）、薛雲道、張允瀞、金緩宣、張凡俊（Busker Busker）、李素羅     |
| 第六季 | 2020年11月6日－2020年11月13日  | 2    | 王中王戰                                   | 金蓮子、金元俊、陳成、白智榮、Rain、華莎（MAMAMOO）、 金鍾國（Turbo）、薛雲道、張允瀞、金緩宣、張凡俊（Busker Busker）、李素羅     |
| 第七季 | 2022年8月19日－2022年11月4日   | 12   | 正規賽事                                   | 朴正炫、宣美、金旻鍾、宋歌人、圭賢（Super Junior）、 崔政勳（JANNABI）、嚴正化、Jessi、申容財（2F）、永卓、 盧士燕、故金賢植       |
| 第七季 | 2022年11月11日－2022年11月18日 | 2    | 王中王戰                                   | 朴正炫、宣美、金旻鍾、宋歌人、圭賢（Super Junior）、 崔政勳（JANNABI）、嚴正化、Jessi、申容財（2F）、永卓、 盧士燕、故金賢植       |

## 王中王戰名次
| 季別   | 模唱能力者／原唱歌手             | 模唱能力者／原唱歌手                   | 模唱能力者／原唱歌手     | 模唱能力者／原唱歌手             | 模唱能力者／原唱歌手          | 模唱能力者／原唱歌手              | 模唱能力者／原唱歌手       | 模唱能力者／原唱歌手               | 模唱能力者／原唱歌手     | 模唱能力者／原唱歌手               | 模唱能力者／原唱歌手           | 模唱能力者／原唱歌手                   | 模唱能力者／原唱歌手               | 模唱能力者／原唱歌手         |
| 季別   | 冠軍                             | 亞軍                                   | 季軍                     | 殿軍                             | 第五名                        | 第六名                            | 第七名                     | 第八名                             | 第九名                   | 第十名                             | 第十一名                       | 第十二名                               | 第十三名                           | 第十四名                     |
| ------ | -------------------------------- | -------------------------------------- | ------------------------ | -------------------------------- | ----------------------------- | --------------------------------- | -------------------------- | ---------------------------------- | ------------------------ | ---------------------------------- | ------------------------------ | -------------------------------------- | ---------------------------------- | ---------------------------- |
| 第一季 | 安雄基（안웅기）／李文世         | 金成旭（김성욱）／尹敏洙               | 禹妍秀／李秀英           | One Kill（Soul Harmony）／金慶皓 | Paul Song／Bobby Kim          | 崔東煥／金健模                    | 李賢學（이현학）／金鍾西   | 朴志勳（박지훈）／成始璄           | 吳藝中／張允瀞           | 姜南順（강남순）／趙寬友           | 吳荷娜／朴正炫                 | 朴海英（박해영）／白智榮               | 金英賢（김영현）／朴相敏           | 金炳秀（To Romance）／金鍾國 |
| 第二季 | 金珍鎬／輝晟                     | 趙賢民／任昌丁                         | 林成賢（임성현）／曹誠模 | 全徹民（전철민）／金範洙         | 張真浩（La Speranza）／申昇勳 | 不適用                            | 趙律（조율）／尹度玹（YB） | 金秀燦／南鎮                       | 崔宥景／周炫美           | Shannon／IU                        | 延峻（2EYES）／IU              | 李相澤／朴軫永                         | 張書允（장서윤）／金倫我（紫雨林） | 不適用                       |
| 第二季 | 金珍鎬／輝晟                     | 趙賢民／任昌丁                         | 林成賢（임성현）／曹誠模 | 全徹民（전철민）／金範洙         | 崔承悅／故金光石              | 不適用                            | 趙律（조율）／尹度玹（YB） | 金秀燦／南鎮                       | 崔宥景／周炫美           | Shannon／IU                        | 延峻（2EYES）／IU              | 李相澤／朴軫永                         | 張書允（장서윤）／金倫我（紫雨林） | 不適用                       |
| 第三季 | 朴民圭／煥熙（Fly to the Sky）   | 金英寬／李承桓                         | YOYO／李在勳（Cool）     | 金宰賢（김재현）／朴玄彬         | 金媛珠／李仙姬                | 金英南／太珍兒                    | 崔炯錫／尹鍾信             | 金煥熙（김환희）／太妍（少女時代） | KoN／李笛                | 梁正恩（양정은）／仁順伊           | 金洪英／金泰宇（g.o.d）        | 不適用                                 | 不適用                             | 不適用                       |
| 第四季 | 李恩雅／Gummy                    | 金正俊（김정준）／金振浩（SG Wannabe） | 黃仁淑／蘇燦輝           | 朴京元（박경원）／閔庚勳（Buzz） | 鄭在勳／故申海澈              | 金秀珍／申智（高耀太）            | 不適用                     | 朴妍京／李恩美                     | 金真旭（김진욱）／任宰範 | 徐英書／BoA                        | 李昇哲／卞眞燮                 | 張宇藍／金煙雨                         | 朱美成／蘇燦輝                     | 不適用                       |
| 第四季 | 李恩雅／Gummy                    | 金正俊（김정준）／金振浩（SG Wannabe） | 黃仁淑／蘇燦輝           | 朴京元（박경원）／閔庚勳（Buzz） | 鄭在勳／故申海澈              | 金宗文／金正民                    | 不適用                     | 朴妍京／李恩美                     | 金真旭（김진욱）／任宰範 | 徐英書／BoA                        | 李昇哲／卞眞燮                 | 張宇藍／金煙雨                         | 朱美成／蘇燦輝                     | 不適用                       |
| 第五季 | 崔素賢（최소현）／Bada（S.E.S.） | 金敏昌／Kangta（H.O.T.）               | 安敏熙（안민희）／LYn    | 李孝珍（이효진）／朴美靜         | 崔宇成（최우성）／LYn         | 姜高恩／Ailee                     | Jina U／洪真英             | 金成仁（김성인）／PSY              | 韓嘉藍（한가람）／全仁權 | 金有靜（김유정）／楊姬銀           | 鄭翰／K.Will                   | 姜亨昊（Forestella）／高佑鎮（Flower） | 朴俊永（박준영）／Zion.T           | 不適用                       |
| 第六季 | 金賢宇（Josee Hash）／Rain       | 片海俊／張凡俊（Busker Busker）        | 鄭宥美／白智榮           | 安怡淑／金蓮子                   | 金恩英（김은영）／金緩宣      | 曹俊浩（조준호）／金鍾國（Turbo） | 金多娜／張允瀞             | 金恩珠（김은주）／李素羅           | 金完俊／陳成             | 韓相貴（한상귀）／薛雲道           | 朴成日（박성일）／金元俊       | 李秀彬（이수빈）／華莎（MAMAMOO）      | 不適用                             | 不適用                       |
| 第七季 | 朴成溫（박성온）／宋歌人         | 崔真元（최진원）／崔政勳（JANNABI）    | 金藝珍（김예진）／盧士燕 | 趙夏律／Jessi                    | 柳敏智／朴正炫                | 金宗漢（김종한）／故金賢植        | 朴相赫（박상혁）／金旻鍾   | 金熙碩（김희석）／永卓             | 崔宥美（최유미）／嚴正化 | 李信（이신）／圭賢（Super Junior） | 金東賢（國歌團）／申容財（2F） | 朴珍珠／宣美                           | 不適用                             | 不適用                       |

## 歷季節目記錄
- 最高票數冠軍：PSY（98票）－ 第五季PSY篇
- 最低票數冠軍：李信（이신）（13票）－ 第七季圭賢篇
- 最大票差冠軍（與亞軍相差96票）：PSY（98票）vs 金成仁（김성인）（2票）－ 第五季PSY篇
- 最小票差冠軍（與亞軍相差1票）：
  - 金英寬（朝鲜语：김영관）（37票）vs 李承桓（朝鲜语：이승환 (가수)）（36票）－ 第三季李承桓（朝鲜语：이승환 (가수)）篇
  - 朴成温（박성온）（38票）vs 宋歌人（37票）－ 第七季宋歌人篇
  - 李信（이신）（13票）vs 李世憲（이세헌）（12票）－ 第七季圭賢篇
- 歷季獲得冠軍的模唱能力者：共19名
  - 張真浩（La Speranza）－ 第二季申昇勳篇
  - 林成賢（임성현）－ 第二季曹誠模篇
  - 金煥熙（김환희）－ 第三季太妍篇
  - 金英寬（朝鲜语：김영관） － 第三季李承桓（朝鲜语：이승환 (가수)）篇
  - 金正俊（김정준）－ 第四季金振浩篇
  - 朴京元（박경원）－ 第四季閔庚勳篇
  - 金敏昌（朝鲜语：김민창） － 第五季Kangta篇
  - 姜高恩（朝鲜语：강고은） － 第五季Ailee篇
  - 崔素賢（최소현）－ 第五季Bada篇
  - 朴成日（박성일）－ 第六季金元俊篇
  - 金完俊（朝鲜语：김완준） － 第六季陳成（朝鲜语：진성 (가수)）篇
  - 鄭宥美（朝鲜语：정이재） － 第六季白智榮篇
  - 金賢宇（朝鲜语：김현우 (가수)）（Josee Hash）－ 第六季Rain篇
  - 片海俊（朝鲜语：편해준） － 第六季張凡俊（朝鲜语：장범준）篇
  - 朴珍珠（朝鲜语：박진주 (가수)） － 第七季宣美篇
  - 朴成温（박성온）－ 第七季宋歌人篇
  - 李信（이신）－ 第七季圭賢篇
  - 崔真元（최진원）－ 第七季崔政勳篇
  - 金藝珍（김예진）－ 第七季盧士燕篇
- 第四回合最高票數的原唱歌手：PSY（98票）－ 第五季
- 第四回合最低票數的原唱歌手：Rain（25票）－ 第六季
- 第四回合最高票數的模唱能力者冠軍／亞軍：片海俊（朝鲜语：편해준）（62.77%）－ 第六季張凡俊（朝鲜语：장범준）篇
- 第四回合最低票數的模唱能力者冠軍／亞軍：金成仁（김성인）（2票）－ 第五季PSY篇
- 歷季被淘汰的原唱歌手：
  - 第一回合淘汰：從缺
  - 第二回合淘汰：第二季 曹誠模、第三季 太妍、第四季 金振浩、第六季 張凡俊（朝鲜语：장범준）、第七季 圭賢
  - 第三回合淘汰：第四季 閔庚勳、第五季 Kangta、第五季 Ailee、第七季 宣美、第七季 崔政勳、第七季 盧士燕
  - 第四回合淘汰（季軍）：第五季 Bada
  - 第四回合淘汰（亞軍）：第二季 申昇勳、第三季 李承桓（朝鲜语：이승환 (가수)）、第六季 金元俊、第六季 陳成（朝鲜语：진성 (가수)）、第六季 白智榮、第六季 Rain、第七季 宋歌人
- 歷季與原唱歌手相反性別的模唱能力者：共8名
  - 薛敏智（설민지）－ 試播金慶皓篇
  - 金在善（김재선）－ 第一季李秀英篇
  - Purple J（朝鲜语：퍼플제이） － 第四季蘇燦輝（朝鲜语：소찬휘）篇
  - 崔宇成（최우성）－ 第五季LYn篇
  - 朱基勳（주기훈）－ 第五季楊姬銀篇
  - 權純一（朝鲜语：권순일 (가수)）（城市札卡巴）－ 第六季李素羅篇
  - 朴成温（박성온）－ 第七季宋歌人篇
  - 申民宰（신민재）－ 第七季盧士燕篇
- 歷季非韓裔模唱能力者：共7名
  -  朴愛華（박애화）－ 第二季周炫美（朝鲜语：주현미）篇
  -  Shannon － 第二季IU篇
  -  安娜（안나）－ 第二季IU篇
  -  艾莉兒·魏因貝格（아리엘 와인버그）－ 第四季李恩美（朝鲜语：이은미 (1966년)）篇
  -  Monika（朝鲜语：모니카 (1991년)）（BADKIZ）－ 第四季Gummy篇
  -  瑪利亞（朝鲜语：마리아 리스） － 第六季金緩宣篇
  -  內村優月（우치무라 유츠키）－ 第七季嚴正化篇

## 收視率
以下紀錄《隱藏歌手》每季節目收視，紅色表示為每季度最高收視率，藍色則表示為每季度最低收視率。

### 第五季
| 第五季收視率 | 第五季收視率 | 第五季收視率 | 第五季收視率    | 第五季收視率     | 第五季收視率     | 第五季收視率    |
| 節目類別     | 集數         | 播出日期     | AGB尼爾森收視率 | AGB尼爾森收視率  | AGB尼爾森收視率  | AGB尼爾森收視率 |
| 節目類別     | 集數         | 播出日期     | 大韓民國 (全國) | 綜合編成頻道排行 | 綜合編成頻道排行 | 首爾 (首都圈)   |
| 節目類別     | 集數         | 播出日期     | 大韓民國 (全國) | 所有節目         | 綜藝節目         | 首爾 (首都圈)   |
| ------------ | ------------ | ------------ | --------------- | ---------------- | ---------------- | --------------- |
| 回歸特輯     | 00           | 2018/06/10   | 3.684%          | 3                | 2                | 4.400%          |
| 正規賽事     | 01           | 2018/06/17   | 5.481%          | 1                | 1                | 6.022%          |
| 正規賽事     | 02           | 2018/06/24   | 5.383%          | 1                | 1                | 5.691%          |
| 正規賽事     | 03           | 2018/07/01   | 7.916%          | 1                | 1                | 8.765%          |
| 正規賽事     | 04           | 2018/07/08   | 6.905%          | 1                | 1                | 8.228%          |
| 正規賽事     | 05           | 2018/07/15   | 7.339%          | 1                | 1                | 7.678%          |
| 正規賽事     | 06           | 2018/07/22   | 4.399%          | 1                | 1                | 5.176%          |
| 正規賽事     | 07           | 2018/07/29   | 7.229%          | 1                | 1                | 7.991%          |
| 正規賽事     | 08           | 2018/08/05   | 6.378%          | 1                | 1                | 6.846%          |
| 正規賽事     | 09           | 2018/08/12   | 5.372%          | 1                | 1                | 6.390%          |
| 正規賽事     | 10           | 2018/08/19   | 7.537%          | 1                | 1                | 8.492%          |
| 正規賽事     | 11           | 2018/08/26   | 5.086%          | 1                | 1                | 5.682%          |
| 正規賽事     | 12           | 2018/09/02   | 5.469%          | 1                | 1                | 6.414%          |
| 王中王戰     | 13           | 2018/09/09   | 3.920%          | 1                | 1                | 4.467%          |
| 王中王戰     | 14           | 2018/09/16   | 5.802%          | 1                | 1                | 6.393%          |
| 王中王戰     | 15           | 2018/09/23   | 5.141%          | 1                | 1                | 5.321%          |
| 歌謠祭       | 16           | 2018/09/30   | 3.900%          | 2                | 1                | 4.287%          |
| 歌謠祭       | 17           | 2018/10/07   | 4.020%          | 1                | 1                | 4.781%          |
| 平均收視率   | 平均收視率   | 平均收視率   | 5.609%          | -                | -                | 6.279%          |

### 第六季
| 第六季收視率 | 第六季收視率 | 第六季收視率 | 第六季收視率    | 第六季收視率     | 第六季收視率     | 第六季收視率    |
| 節目類別     | 集數         | 播出日期     | AGB尼爾森收視率 | AGB尼爾森收視率  | AGB尼爾森收視率  | AGB尼爾森收視率 |
| 節目類別     | 集數         | 播出日期     | 大韓民國 (全國) | 綜合編成頻道排行 | 綜合編成頻道排行 | 首爾 (首都圈)   |
| 節目類別     | 集數         | 播出日期     | 大韓民國 (全國) | 所有節目         | 綜藝節目         | 首爾 (首都圈)   |
| ------------ | ------------ | ------------ | --------------- | ---------------- | ---------------- | --------------- |
| 回歸特輯     | 00           | 2020/07/31   | 4.594%          | 5                | 4                | 4.493%          |
| 正規賽事     | 01           | 2020/08/07   | 8.306%          | 2                | 2                | 8.272%          |
| 正規賽事     | 02           | 2020/08/14   | 5.026%          | 4                | 3                | 5.556%          |
| 正規賽事     | 03           | 2020/08/21   | 7.097%          | 4                | 4                | 7.589%          |
| 正規賽事     | 04           | 2020/08/28   | 9.648%          | 2                | 2                | 10.302%         |
| 正規賽事     | 05           | 2020/09/04   | 7.640%          | 3                | 3                | 8.770%          |
| 正規賽事     | 06           | 2020/09/11   | 5.545%          | 6                | 5                | 5.861%          |
| 中期特輯     | 07           | 2020/09/18   | 2.826%          | 13               | 5                | 2.955%          |
| 正規賽事     | 08           | 2020/09/25   | 3.922%          | 9                | 6                | 4.017%          |
| 正規賽事     | 09           | 2020/10/02   | 5.789%          | 6                | 5                | 5.716%          |
| 正規賽事     | 10           | 2020/10/09   | 8.652%          | 1                | 1                | 8.177%          |
| 正規賽事     | 11           | 2020/10/16   | 5.180%          | 3                | 2                | 5.868%          |
| 正規賽事     | 12           | 2020/10/23   | 4.151%          | 5                | 3                | 4.215%          |
| 正規賽事     | 13           | 2020/10/30   | 4.893%          | 3                | 3                | 4.893%          |
| 王中王戰     | 14           | 2020/11/06   | 3.718%          | 5                | 3                | 3.989%          |
| 王中王戰     | 15           | 2020/11/13   | 3.877%          | 4                | 3                | 3.797%          |
| 平均收視率   | 平均收視率   | 平均收視率   | 5.679%          | -                | -                | 5.904%          |

### 第七季
| 第七季收視率 | 第七季收視率 | 第七季收視率 | 第七季收視率    | 第七季收視率     | 第七季收視率     | 第七季收視率    |
| 節目類別     | 集數         | 播出日期     | AGB尼爾森收視率 | AGB尼爾森收視率  | AGB尼爾森收視率  | AGB尼爾森收視率 |
| 節目類別     | 集數         | 播出日期     | 大韓民國 (全國) | 綜合編成頻道排行 | 綜合編成頻道排行 | 首爾 (首都圈)   |
| 節目類別     | 集數         | 播出日期     | 大韓民國 (全國) | 所有節目         | 綜藝節目         | 首爾 (首都圈)   |
| ------------ | ------------ | ------------ | --------------- | ---------------- | ---------------- | --------------- |
| 正規賽事     | 01           | 2022/08/19   | 3.880%          | 3                | 2                | 3.846%          |
| 正規賽事     | 02           | 2022/08/26   | 2.699%          | 7                | 2                | 2.832%          |
| 正規賽事     | 03           | 2022/09/02   | 3.235%          | 3                | 2                | 3.525%          |
| 正規賽事     | 04           | 2022/09/09   | 6.308%          | 1                | 1                | 5.834%          |
| 正規賽事     | 05           | 2022/09/16   | 3.425%          | 3                | 2                | 3.811%          |
| 正規賽事     | 06           | 2022/09/23   | 3.595%          | 3                | 1                | 3.939%          |
| 正規賽事     | 07           | 2022/09/30   | 4.275%          | 2                | 1                | 4.816%          |
| 正規賽事     | 08           | 2022/10/07   | 3.118%          | 2                | 1                | 3.534%          |
| 正規賽事     | 09           | 2022/10/14   | 3.885%          | 2                | 1                | 4.543%          |
| 正規賽事     | 10           | 2022/10/21   | 5.327%          | 1                | 1                | 5.176%          |
| 正規賽事     | 11           | 2022/10/28   | 4.594%          | 1                | 1                | 4.289%          |
| 正規賽事     | 12           | 2022/11/04   | 4.257%          | 1                | 1                | 4.272%          |
| 王中王戰     | 13           | 2022/11/11   | 3.664%          | 3                | 1                | 3.950%          |
| 王中王戰     | 14           | 2022/11/18   | 3.966%          | 3                | 1                | 3.878%          |
| 平均收視率   | 平均收視率   | 平均收視率   | 4.016%          | -                | -                | 4.160%          |

## 外部連結
- 隱藏歌手官方網站
- 隱藏歌手2官方網站
- 隱藏歌手3 （页面存档备份，存于）官方網站
- 隱藏歌手4官方網站
- 隱藏歌手5官方網站
- 隱藏歌手6 （页面存档备份，存于）官方網站
- 隱藏歌手7 （页面存档备份，存于）官方網站
- 隱藏歌手的Facebook專頁
- 隱藏歌手的X（前Twitter）